# Cho Jae-jin
Cho Jae-jin, né le 9 juillet 1981, est un footballeur sud-coréen. Il joue au poste d'attaquant avec l'équipe de Corée du Sud et le club du Gamba Ōsaka.

## Biographie
Cho Jae-jin s'engage en 2000 à l'âge de 19 ans avec son premier club professionnel, le Suwon Samsung Bluewings FC. Il n'y dispose toutefois que d'un temps de jeu très réduit. Ce n'est donc qu'en 2002, lors de son service militaire au Gwangju Sangmu Phoenix qu'il peut inscrire le premier but de sa carrière en K-League.
Il a eu sa première cape avec les A le 8 juin 2003 à l'occasion d'un match contre l'équipe d'Uruguay et inscrit sa première réalisation avec l'équipe nationale de Corée du Sud le 25 août de la même année contre le Viêt Nam. En 2003 il rejoint également la sélection sud-coréenne des moins de 20 ans pour prendre part à la Coupe du monde U-20.
Il a participé un an plus tard aux Jeux olympiques d'été de 2004. Un grand tournant pour sa carrière s'y opère quand il marque un doublé en moins de dix minutes pour la Corée du Sud face au Mali sur deux passes décisives de son coéquipier et ami Kim Dong-jin, contribuant ainsi grandement à la qualification de son équipe pour les quarts de finale.
Cho Jae-jin s'expatrie au Japon en décembre 2004 afin de rejoindre sa nouvelle équipe Shimizu S-Pulse à Shizuoka. Il y trouve une place de titulaire qui lui permet d'étoffer ses gestes de buteurs.
Jae-jin est également retenu pour la coupe du monde 2006 avec l'équipe de Corée du Sud par le sélectionneur Dick Advocaat. Bien qu'il ne marque pas de but pendant la compétition, il est notamment l'auteur d'une remise de la tête décisive qui permet à son coéquipier Park Ji-sung d'inscrire le but de l'égalisation face à la France
En 2007, après avoir essuyé de nombreuses critiques de la presse sud-coréenne pour son manque d'envie et de réalisme sur le terrain, il effectue un retour probant face à l'Ouzbékistan en étant l'auteur d'un doublé qui permet à la Corée du Sud de s'imposer. Le sélectionneur Pim Verbeek l'a sélectionne fin juin 2007 dans sa liste des 23 joueurs pour la Coupe d'Asie
Dans le même temps, des rumeurs font état de l'intérêt que lui portent plusieurs clubs néerlandais de l'Eredivisie telles que le FC Utrecht ou l'Ajax Amsterdam. Alors que son départ pour le FC Utrecht était imminent, Jae-jin a refusé de rejoindre le club néerlandais en exprimant son désaccord avec les conditions de transfert fixées par ses interlocuteurs. Il ne devrait donc se diriger vers le vieux continent qu'une fois son contrat avec Shimizu S-Pulse arrivé à son terme, en décembre 2007. Cho Jae-jin a en outre toujours fait part de son envie de jouer en Premier League, à l'image de son compatriote Lee Dong-gook qui a rejoint Middlesbrough début 2007. Il rejoindra Newcastle United début 2008 après avoir signé un contrat de 18 mois avec le club.
Après plusieurs essais infructueux auprès des clubs anglais, Cho est finalement retourné en Corée du Sud  pour intégrer les rangs du Chonbuk Hyundai Motors. Force est alors de constater que l'ancienne star de Shimizu exorcise ses vieux démons puisqu'il arrive en seulement six matchs à gagner une place de titulaire en tant que second attaquant. 
Choi Kwang-hee a utilisé dès le début de la saison 2008 Cho Jae-jin comme seconde attaquant, ce qui a contraint le pivot de la sélection sud-coréenne à occuper une position légèrement décalé sur le côté gauche. Ce changement tactique inattendu n'a pas semblé bouleverser à outrance l'ancien buteur de Shimizu S-Pulse qui inscrit quatre buts en un mois. Toutefois, Cho Jae-jin subit dès le mois d'avril la baisse de régime de Chonbuk et voit le nombre de ses réalisations stagner, aussi bien en K-League qu'en Hauzen Cup.
Le 18 mars 2011, il annonce sa retraite du football en raison de problèmes persistants liés à la dysplasie congénitale de la hanche.

## Palmarès
- En club 
  - Vainqueur de la Ligue des Champions de l'AFC en 2001,  Samsung Bluewings
  - Vainqueur de la Super Coupe d'Asie en 2001,  Samsung Bluewings
  - Champion de K-League en 2004,  Samsung Bluewings
  - Vainqueur de la Supercoupe de Corée du Sud en 2000,  Samsung Bluewings
  - Vainqueur de la Adidas Cup en 2000 et 2001,  Samsung Bluewings
  - Finaliste de la Coupe du Japon en 2005,  Shimizu S-Pulse

- En équipe nationale 
  - Quart de finaliste à la Coupe du monde de football des moins de 20 ans 2003 
  - Quart de finaliste aux Jeux olympiques de 2004 
  - Premier tour à la Coupe du monde de football de 2006 en Allemagne